# Milan Martinović
Milan Martinović (Belgrad, 6 d'agost de 1979) és un exfutbolista professional serbi, que jugava en la posició de defensa.
Al llarg de la seua carrera, el defensa va militar en l'Estrella Roja, el Reial Oviedo, el Maccabi Tel Aviv o l'AC Ajaccio, entre d'altres.